# AeroLites Bearcat
L'AeroLites Bearcat est un monoplan à aile haute de type parasol et train classique fixe américain dessiné en 1984 par Jack Hutchinson.

## Caractéristiques
Le Bearcat est construit en tubes d’acier soudés avec revêtement en Dacron. Le pilote est installé dans un poste ouvert, protégé par une pare-brise occupant l’espace entre le capot-moteur et l’intrados de l’aile. Classé ULM aux États-Unis, il est proposé en kit aux constructeurs amateurs (130 heures pour monter l’appareil) sous deux formes :
- Sport Bearcat, modèle sport avec un moteur Rotax 447 de 42 ch ou un Rotax 503 de 52 ch. 9 exemplaires en 1998
- Ag Bearcat pour le travail agricole avec un Rotax 532 de 63 ch. 2 exemplaires en 1998.